# Michael McCullers
Michael McCullers est un scénariste et réalisateur américain.

## Filmographie sélective

### Comme scénariste
- 1999 : Austin Powers 2 : L'Espion qui m'a tirée (Austin Powers: The Spy Who Shagged Me) de Jay Roach
- 2002 : Undercover Brother : Un agent très secret de Malcolm D. Lee
- 2002 : Austin Powers dans Goldmember de Jay Roach
- 2004 : Thunderbirds de Jonathan Frakes
- 2008 : Baby Mama réalisé par lui-même
- 2017 : Baby Boss (The Boss Baby) de Tom McGrath
- 2018 : Hôtel Transylvanie 3 : Des vacances monstrueuses de Genndy Tartakovsky
- 2021 : Baby Boss 2 : Une affaire de famille (The Boss Baby: Family Business) de Tom McGrath
- 2026 : Shrek 5 de Walt Dohrn

### Comme réalisateur
- 2008 : Baby Mama